# Zoran Milinković (football)
Pour les articles homonymes, voir Zoran Milinković et Milinković.
Zoran Milinković, né le 18 juillet 1968, est un joueur et entraîneur de football yougoslave qui évoluait au poste de milieu de terrain.

## Biographie
Zoran Milinković évolue de 1996 à 1998 à l'OGC Nice, qui remporte la Coupe de France de football 1996-1997. Il n'est pas présent lors de la finale. Il joue le Trophée des champions 1997, mais les Niçois sont battus par l'AS Monaco sur le score de 5-2. Il part ensuite en Allemagne pour jouer sous les couleurs du Hansa Rostock de 1998 à 1999.
En décembre 2013, il est limogé de son poste d'entraîneur de l'Aris Salonique, cinq mois après son arrivée à la tête du club.

## Statistiques
| Saison    | Club          | Pays      | Division   | Championnat        | Coupes nationales | Coupe d'Europe        | Sélection Yougoslavie |
| --------- | ------------- | --------- | ---------- | ------------------ | ----------------- | --------------------- | --------------------- |
| 1996-1997 | OGC Nice      | France    | Division 1 | 26 matchs          | 3 matchs          | -                     | -                     |
| 1997-1998 | OGC Nice      | France    | Division 2 | 37 matchs / 2 buts | 2 matchs          | 4 matchs / 1 but (C2) | -                     |
| 1998-1999 | Hansa Rostock | Allemagne | Bundesliga | 6 matchs           | -                 | ?                     | -                     |